# Comuna Lepetîha, Bereznehuvate
Lepetîha (în ucraineană Лепетиха) este o comună în raionul Bereznehuvate, regiunea Mîkolaiiv, Ucraina, formată din satele Cervonîi Iar, Kavkaz, Lepetîha (reședința), Novorosiiske, Petrivske și Vesele.

## Demografie
Componența lingvistică a comunei Lepetîha
     Ucraineană (93,37%)
     Rusă (5,62%)
     Alte limbi (1%)
Conform recensământului din 2001, majoritatea populației comunei Lepetîha era vorbitoare de ucraineană (93,37%), existând în minoritate și vorbitori de rusă (5,62%).